# حزب التنمية والعدالة
حزب التنمية والعدالة الإسلامي الإيراني (بالفارسية: حزب توسعه و عدالت ایران اسلامی) هو حزب سياسي محافظ  في إيران، بهدف مزعوم هو «زيادة المشاركة العامة في السياسة».
محسن رضائي هو الرجل الأول في الحزب الذي يتألف بشكل أساسي من قادة الحرس الثوري الذين خدموا في الحرب العراقية الإيرانية. ويقال إن شقيقه أوميدفار رضائي له دور قيادي في الحزب. ومن بين كبار الأعضاء الآخرين عبد الحسين روحالمينى  ورضا طلائى نيك (كلاهما أمينان عامان سابقان) وكمال دانشيار وأمير على أميري. دعم الحزب محسن رضائي لمنصب الرئيس في عامي 2009  و2013.

## روابط خارجية
- حزب التنمية والعدالة